# درود بر تو در تاج پیروزی
درود بر تو در تاج پیروزی (آلمانی: Heil dir im Siegerkranz)، سرود ملی امپراتوری آلمان از سال ۱۸۷۱ تا ۱۹۱۸ بود و سرود سلطنتی پروس از سال ۱۷۹۵ تا ۱۹۱۸.
تا پیش از بنیان‌گذاری امپراتوری در سال ۱۸۷۱ ، این سرود سلطنتی در پروس از سال ۱۷۹۵ استفاده می‌شد.ملودی و لحن این سرود از سرود ملی بریتانیا یعنی "خدا نگهدار پادشاه باد" الهام گرفته شده است. به دلایلی، این سرود در آلمان بسیار محبوب نبود. نه تنها نتوانست حمایت ملی‌گراهای آلمانی را به دست بیاورد بلکه در برخی از پادشاهی‌های جنوب آلمان مانند پادشاهی بایرن و پادشاهی وورتمبرگ پذیرفته نشد. پس از جنگ جهانی اول و آتش‌بس ۱۱ نوامبر ۱۹۱۸ ، "سرود آلمانی‌ها" سرود رسمی جمهوری وایمار شد.